# How Long Will I Love You? (versión de Ellie Goulding)
«How Long Will I Love You?» es una canción de la cantante británica Ellie Goulding, versión de la canción del mismo nombre de la banda The Waterboys, lanzada en 2013 como el segundo sencillo de la reedición de su segundo álbum de estudio, Halcyon, titulada Halcyon Days. La canción fue lanzada como segundo sencillo de la reedición el 10 de noviembre de 2013, siendo utilizada además como la canción oficial de la campaña de la BBC Children in Need 2013.
Goulding interpretó «How Long Will I Love You» en directo en el BBC Children in Need Appeal Show en BBC One el 15 de noviembre de 2013.